# Orlando Sánchez (escritor)
Orlando Sánchez (Pampa del Indio, provincia de Chaco, 1941 - 2020) fue profesor en la enseñanza de la lengua Qom, etnia a la que pertenecía. Ha dictado y coordinado numerosos cursos y seminarios relativos a las lenguas Qom y Wichí, y organizando encuentros sobre la problemática de los pueblos originarios de la Provincia del Chaco como en otros lugares de Argentina y Latinoamérica.

## Trayectoria académica
Realizó sus estudios en la Universidad Bíblica Latinoamericana de San José de Costa Rica, donde se graduó y especializó en sociolingüística y traducción de lenguas qom, moqoit y pilagá. Entre sus acciones se destacan la colaboración ad honorem en la Comisión de Asuntos Aborígenes del Honorable Senado de la Nación y en seminarios nacionales sobre cultura, educación, política, antropología, interculturalidad, derecho, desarrollo y salud en relación con los pueblos indígenas. Fue coordinador y profesor del Centro de Investigación y Formación para la Modalidad Aborigen (CIFMA) y de la Subsecretaría de Interculturalidad y Plurilingüismo. Integraba desde el 2017 parte de la Junta de Estudios Históricos del Chaco.

## Distinciones y reconocimientos
Entre las distinciones y reconocimientos que ha recibido sobresalen el “Homenaje a la trayectoria” y “Docente bilingüe” otorgados por la Cámara de Diputados de la provincia de Chaco; “Maestro ilustre” por la Presidencia de la Nación, el Ministerio de Educación, Cultura, Ciencias y Tecnología y el Consejo Federal de Cultura y Educación; “Primer maestro indígena: Maestro ilustre” por la Municipalidad de Presidencia Roque Sáenz Peña; “Primer maestro ilustre indígena de la provincia de Chaco” por la Cámara de Diputados de la provincia de Chaco; fue nombrado doctor honoris causa por la Universidad del Centro Educativo Latinoamericano el 25 de abril de 2016, “Declaración de interés” por la Intendencia Municipal de Resistencia; “Diploma de honor” por su colaboración como traductor de la Biblia Toba Qom por parte de la Sociedad Bíblica Argentina; “Certificado de honor” como cofundador de la Iglesia Evangélica Unida.

## Escritos

#### Autor
- Antiguos relatos tobas (edición bilingüe).[13]
- Historias de los aborígenes tobas del Gran Chaco (2007), reedición 2019. Las historias de los Qom del Gran Chaco contadas por nuestros ancianos.[14][15][16]
- Rasgos culturales de los tobas.[17]
- Los tobas.
- Libro de apoyo para el aprendizaje de la lengua toba.
- Situación actual indígena.

#### Colaboración
- Glosario Toba: curso de apoyo para aprender y recuperar la lengua materna y la cultura.

#### Traducciones
- Biblia a la lengua qom junto a la Sociedad Bíblica Argentina.